# Rebel Moon – Part Two: The Scargiver
Rebel Moon – Part Two: The Scargiver is een Amerikaanse sciencefictionfilm uit 2024, geregisseerd door Zack Snyder. De film is het vervolg op Rebel Moon – Part One: A Child of Fire uit 2023 en het tweede deel van de tweedelige saga.

## Verhaal
Kora en de overlevende krijgers bereiden zich voor om te vechten en hun nieuwe thuiswereld Veldt te verdedigen tegen de Moederwereld.

## Rolverdeling
| Acteur           | Personage              |
| ---------------- | ---------------------- |
| Sofia Boutella   | Kora                   |
| Djimon Hounsou   | Titus                  |
| Ed Skrein        | Atticus Noble          |
| Michiel Huisman  | Gunnar                 |
| Doona Bae        | Nemesis                |
| Ray Fisher       | Darrian Bloodaxe       |
| Charlie Hunnam   | Kai                    |
| Anthony Hopkins  | Jimmy (stem)           |
| Dustin Ceithamer | Jimmy (motion capture) |
| Staz Nair        | Tarak                  |
| Fra Fee          | Balisarius             |
| Elise Duffy      | Millius                |
| Stuart Martin    | Den                    |
| Alfonso Herrera  | Cassius                |
| Cary Elwes       | de koning              |
| Rhian Rees       | de koningin            |
| Charlotte Maggi  | Sam                    |

## Release
De film ging in première op 12 april 2024 in een beperkte Amerikaanse bioscooprelease en werd op 19 april 2024 uitgebracht door Netflix.